# Список объектов всемирного наследия ЮНЕСКО в Эфиопии
В списке объектов всемирного наследия ЮНЕСКО в Эфиопии значатся 11 наименований (на 2023 год). Общий список всемирного наследия на 2024 год включает в себя 1223 объектов. Таким образом, доля объектов Эфиопии в мире составляет примерно 0,7 %.

## Список
В данной таблице объекты расположены в порядке их добавления в список всемирного наследия ЮНЕСКО.
| #  | Изображение                        | Название                                                                                    | Местоположение                                   | Время создания   | Год внесения в список | №    | Критерии       |
| -- | ---------------------------------- | ------------------------------------------------------------------------------------------- | ------------------------------------------------ | ---------------- | --------------------- | ---- | -------------- |
| 1  | Национальный парк Сымен            | Национальный парк Сымен англ. Simien National Park                                          | регион Амхара                                    |                  | 1978                  | 9    | vii, x         |
| 2  | Церковь Святого Георгия в Лалибэле | Скальные церкви в Лалибэле англ. Rock-Hewn Churches, Lalibela                               | Лалибэла                                         | XII—XIII век     | 1978                  | 18   | i, ii, iii     |
| 3  | Дворец в Гондэре                   | Крепость Фасил-Гебби, район города Гондэр англ. Fasil Ghebbi, Gondar Region                 | Гондэр                                           | XVI—XVII век     | 1979                  | 19   | ii, iii        |
| 4  | Обелиски в Аксуме                  | Древний город Аксум англ. Aksum                                                             | регион Тыграй                                    | I—XIII век       | 1980                  | 15   | i, iv          |
| 5  | Река Аваш                          | Долина нижнего течения реки Аваш англ. Lower Valley of the Awash                            | регионы Амхара, Афар, Оромия, Сомали             |                  | 1980                  | 10   | ii, iii, iv    |
| 6  | Река Омо                           | Долина нижнего течения реки Омо англ. Lower Valley of the Omo                               | регион Оромия, область Народностей Южной Эфиопии |                  | 1980                  | 17   | iii, iv        |
| 7  | Обелиски в Тие                     | Археологические памятники Тийа англ. Tiya                                                   | область Народностей Южной Эфиопии                | неолит           | 1980                  | 12   | i, iv          |
| 8  | Харэр                              | Укреплённый исторический город Харар‑Джуголь англ. Harar Jugol, the Fortified Historic Town | область Харари                                   | XIII—XVI век     | 2006                  | 1189 | ii, iii, iv, v |
| 9  | Флаг с хижиной из Консо            | Культурный ландшафт Консо англ. Konso Cultural Landscape                                    | область Народностей Южной Эфиопии                | 200 000 до н. э. | 2011                  | 1333 | iii, v         |
| 10 |                                    | Национальный парк «Го́ры Бале́» англ. Bale Mountains National Park                            | регион Оромия                                    | 1970             | 2023                  | 111  | vii, x         |
| 11 |                                    | Культурный ландшафт Гедео англ. Gedeo Cultural Landscape                                    | регион Область Народностей Южной Эфиопии         |                  | 2023                  | 1641 | iii, v         |

## Кандидаты в список
В таблице объекты расположены в порядке их добавления в предварительный список. В данном списке указаны объекты, предложенные правительством Эфиопии в качестве кандидатов на занесение в список всемирного наследия.
| # | Изображение | Название | Местоположение | Время создания            | Год подачи заявки | №    | Критерии              |
| - | ----------- | --- | -------------- | ------------------------- | ----------------- | ---- | --------------------- |
| 1 |             | Религиозный, культурный и исторический памятник Дирре-Шейк-Хуссейн англ. Dirre Sheik Hussein Religious, Cultural and Historical Site                                         | регион Оромия  |                           | 2011              | 5649 | ii, iii, iv, vi       |
| 2 |             | Холка-Соф-Омар: природное и культурное наследие (Соф-Омар: загадочные пещеры) англ. Holqa Sof Omar: Natural and Cultural Heritage (Sof Omar: Caves of Mystery)               | регион Оромия  |                           | 2011              | 5651 | iii, v, vi, vii, viii |
| 3 |             | Священные ландшафты области Тыграй англ. Sacred Landscapes of Tigray | регион Тыграй  | V — XIV века              | 2018              | 6301 | ii, iii, iv, v, vi    |
| 4 |             | Археологический памятник Мелка Кунтур и Бахилт англ. Melka Kunture and Bachilt Archaeological Site                                                                           | регион Оромия  | 1700000 лет назад         | 2020              | 6443 | iii, iv, v, viii      |
| 5 |             | Культурное наследие Йехи англ. The Cultural Heritage of Yeha | регион Тыграй  | VII век до н. э. — VI век | 2020              | 6477 | i, ii, iii, iv        |
| 6 |             | Монастыри на островах озера Тана, близлежащие водные угодья и культурное наследие англ. Lake Tana Island Monasteries and its Adjacent Wetland Natural and Cultural Heritages | регион Амхара  |                           | 2021              | 6580 | iii, v, vi, x         |
| 7 |             | Национальный парк Сымен англ. Simien Mountains National Park (SMNP) | регион Амхара  | —                         | 2023              | 6651 | vii, x                |